# Токарев, Андрей Александрович (спортсмен)
Андрей Александрович Токарев (род. 26 февраля 1986, Ялуторовск, Тюменская область) — спортсмен-ведущий сборной команды России по лыжным гонкам и биатлону по спорту слепых. Лидер Николая Полухина на зимних Паралимпийских играх 2010 года в Ванкувере. Многократный призёр и чемпион Паралимпиады. Заслуженный мастер спорта России по лыжным гонкам (спорт слепых). Награждён Орденом Почёта.
Начал заниматься лыжными гонками в 2000 году. Первый тренер — Олег Николаевич Малеев. Спортсмен-инструктор ЦСП72 с 2007 года. В настоящее время тренируется под руководством Вячеслава Анатольевича Голдинова.

## Награды
- Орден Почёта (26 марта 2010) — за большой вклад в развитие физической культуры и спорта, высокие спортивные достижения на X Паралимпийских зимних играх 2010 года в городе Ванкувере (Канада).[3]